# 笹貫
笹貫（ささぬき）は、鎌倉時代に作られたとされる日本刀（太刀）である。日本の重要文化財に指定されており、京都市東山区にある京都国立博物館が所蔵する。

## 概要
鎌倉時代に活躍した波平派の刀工・波平行安により作られた太刀である。波平派は平安時代末期から明治時代にかけて薩摩国で活躍していた刀匠一派であり、本作は波平派の初代行安の代表作として波平派の伝統を今に伝えるものとされている。なお、行安の刀工銘は江戸時代まで続いているが、行安銘の初期にあたる初代と2代目でも銘の切り方が分かれており、初代が行安、波平行安と切り、2代目が波平行安、薩州住人波平行安と切っている。
笹貫の名前の由来は、ある日行安が鍛冶場を覗いてはいけないと妻に厳命して作刀に集中していたところ、仕上げの段階で妻が鍛冶場を覗いたために集中が切れた行安は激怒し、仕上げ中にも関わらず刀を竹藪の中に投げ捨ててしまった。しかし、その後夜な夜な竹藪の中から妖しい光が放たれるようになったのを村人が訝して竹藪を覗いてみると、刀が逆さに刺さって立っておりその切先には落ちた笹の葉が無数に突き刺さっていたという逸話に由来する。
また、その逸話には続きがあり、妖刀であるとして今度は海に投げ入れたところ、今度は海から妖しい光を放つようになったため再度引き上げることになった。この妖刀の話を聞いた島津家分家筋に当たる樺山音久が本作を召し上げ本家の島津家へ献上したところ、島津家でも怪奇現象が起きたことから樺山家に返却されたとされている。ただし、刀剣研究家である福永酔剣が著書の『日本刀大百科事典』で行った説明によれば、上記の逸話は波平派の刀工らが上福元村笹貫（現在の鹿児島市東谷山一丁目付近）に居住していたことから創作された逸話であろうとしている。なお、笹貫という地名は東谷山一丁目の北部の町内会の名称として残っているほか、刀剣づくりに使用されたと伝えられている井戸が残っている。いずれにせよ本作は古くから笹貫と名付けられて地元薩摩に伝わっていたようであり、室町時代初期に作られた黒漆太刀拵とともに薩摩樺山家へ伝来していた。その後、国有物となり1972年（昭和47年）5月30日には重要文化財に指定された。

## 作風

### 刀身
造込（つくりこみ）は鎬造（しのぎつくり、平地<ひらじ>と鎬地<しのぎじ>を区切る稜線が刀身にあるもの）であり鎬部分を厚く造り込まれている。棟は庵棟（いおりむね、刀を背面から断面で見た際に屋根の形に見える棟）となっている。切先（きっさき、刀の先端部分）は先端が反る猪首切先（いくびきっさき、先幅は大きいが長さが短いこと）で、全体に反り（切先から鎺元まで直線を引いて直線から棟が一番離れている長さ）が深い。
地鉄（じがね）は、板目（いため、板材の表面のような文様）に柾目（まさめ、高級板材の柾目のようにほとんど蛇行・湾曲せず刀身の方向に真っすぐな並行線がみえるもの）が交っており、地沸（じにえ、平地＜ひらじ＞の部分に鋼の粒子が銀砂をまいたように細かくきらきらと輝いて見えるもの）がついている。
刃文（はもん）は、直刃（すぐは、最も基本的な直線状の刃文）であり大和伝の作風と近似している。

### 外装
本作には外装として黒漆太刀拵（こくしつたちこしらえ）が付属しており、刀身と併せて重要文化財に指定されている。黒漆太刀拵は平安時代から用いられていたとされるが、現存するの黒漆太刀拵の多くは革包太刀拵と共に南北朝時代から室町時代に盛行した実戦用の太刀拵である。本作の太刀拵も室町時代前期に制作されたものであり、金具には丸に十字の島津家家紋を据えられている。柄（つか、刀を握る持ち手のところ）まで黒漆塗りされている一方で、柄と鞘では漆の調子がやや異なっているため、元々柄巻（つかまき、柄全体を紐で覆うように巻き付けること）であったものを現在の形に直されたものと考えられる。

### 用語解説
- 作風節のカッコ内解説及び用語解説については、刀剣春秋編集部『日本刀を嗜む』に準拠する。

1. ↑  「造込」は、刃の付け方や刀身の断面形状の違いなど形状の区分けのことを指す[5]。
2. ↑  「猪首切先」は、その特徴からイノシシの首の様に短い様から名付けられた[7]。猪首切先は鎌倉時代中期の太刀でよくみられる[7]。
3. ↑  「地鉄」は、別名で鍛えや地肌とも呼ばれており、刃の濃いグレーや薄いグレーが折り重なって見えてる文様のことである[8]。これらの文様は原料の鉄を折り返しては延ばすのを繰り返す鍛錬を経て、鍛着した面が線となって刀身表面に現れるものであり、1つの刀に様々な文様（肌）が現れる中で、最も強く出ている文様を指している[8]。
4. ↑  「刃文」は、赤く焼けた刀身を水で焼き入れを行った際に、急冷することであられる刃部分の白い模様である[9]。焼き入れ時に焼付土を刀身につけるが、地鉄部分と刃部分の焼付土の厚みが異なるので急冷時に温度差が生じることで鉄の組織が変化して発生する[9]。この焼付土の付け方によって刃文が変化するため、流派や刀工の特徴がよく表れる[9]。